# Transdermalni flaster
Transdermalni flaster je je flaster koji sadrži lek. On se stavlja na kožu da bi se isporučila specifična doza leka kroz kožu do krvotoka. Često se transdermalni flaster koristi za promovisanje lečenja povređenog dela tela. Prednost transdermalne isporuke leka u odnosu na druge tipove poput oralne, topičke, intravenozne, intramuskularne, etc. je da flaster omogućava kontrolisano oslobađanje leka u telo, kroz bilo poroznu membranu koja pokriva rezervoar leka ili putem topljenja telesnom toplotom sloja leka smeštenog u adhezivni materijal. Glavni nedostatak transdermalne isporuke je nepropustivost kože. Znatan broj lekova je dostupan u obliku transdermalnih flastera. 
Prvi komercijalno dostupani flasteri su odobreni od strane FDA decembra 1979. Ti flasteri su sadržali doze skopolamina za lečenje bolesti kretanja.

## Literatura
- „Transderm Scōp” (PDF). Food and Drug Administration. 1998. Архивирано из оригинала (PDF) 10. 08. 2007. г. Приступљено 12. 02. 2007.

## Spoljašnje veze
- Sistemi za isporuku lekova